# Vivara
Vivara egy kis sziget a Nápolyi-öbölben, Ischia és Procida között. Az utóbbival egy 1957-ben épített híd köti össze. A szigetet 2002-ben természetvédelmi területnek nyilvánítottá.
A sziget vulkáni eredetű, keletkezése a Campi Flegrei vulkanizmusához kapcsolódik. Mintegy 40 000 évvel ezelőtt keletkezett egy tengeri vulkán alámerülésével. Jellegzetes patkó-alakja az egykori kalderának maradványa.